# Le Songe d'une nuit d'été (Thomas)
Pour les articles homonymes, voir Le Songe d'une nuit d'été (homonymie).
Le songe d'une nuit d'été est un opéra-comique en 3 actes composé par Ambroise Thomas sur un livret en français de Joseph-Bernard Rosier et Adolphe de Leuven. Bien que l’œuvre partage le titre de  la pièce  de Shakespeare Le Songe d'une nuit d'été, son intrigue n'est pas  basée sur cette pièce. Shakespeare lui-même est un personnage de l'opéra, tout comme Élisabeth Ire et Falstaff.

## Historique
Le songe d'une nuit d'été a été créé le 20 avril 1850 à l'Opéra-Comique dans la seconde Salle Favart à Paris. Le rôle d'Élisabeth était prévu pour Delphine Ugalde, qui était trop souffrante pour chanter à la première mais put prendre le rôle pour les autres représentations. Certains commentateurs anglais trouvèrent l'intrigue d'un gout douteux, cependant, l'opéra rencontra un très grand succès en France. Il fut repris à l'Opéra-Comique le 22 septembre 1859 et à nouveau pendant l'Exposition universelle de 1867 avec Marie Cabel, Victor Capoul, Léon Achard, et Pierre Gailhard.

## Rôles
| Rôle | Voix    | Distribution de la création, 20 avril 1850 (Direction: ) |
| --- | ------- | -------------------------------------------------------- |
| Reine Élisabeth Ire | soprano | Constance-Caroline Lefèbvre                              |
| Olivia | soprano | Sophie Grimm                                             |
| Shakespeare | ténor   | Joseph-Antoine-Charles Couderc (en)                      |
| Lord Latimer | ténor   | Jean-Jacques Boulo                                       |
| Acteurs et actrices, hommes et femmes de la cour, bucherons, serviteurs de la taverne, cuisiniers, sommeliers, et garçons de cuisine |         |                                                          |

## Sources
- (en) Alfred Bates (dir.), The Opera : Comprising the Romantic Legends, Stories and Plots of Famous Operas; and Biographies of the Composers, London and New York, Historical Publishing Co, 1909 (OCLC 1887004, lire en ligne).
- (it) Gherardo Casaglia, Ambroise Thomas, Almanacco Amadeus, 2005 (lire en ligne).
- (en) Francis Guinle, The Concord of this Discord : la structure musicale du Songe d'une nuit d’été de William Shakespeare, Étienne, Université de Saint-Étienne, 2003 (lire en ligne).
- (en) Ton Hoenselaars, Clara Calvo, « Shakespeare Eurostar: Calais, the Continent, and the Operatic Fortunes of Ambroise Thomas », This England, That Shakespeare: New Angles on Englishness and the Bard, Willy Maley and Margaret Tudeau-Clayton (éds.), p. 147-164. Ashgate Publishing, Ltd, 2010,  (ISBN 978-0-75466-602-8).
- (en) Vera Brodsky Lawrence, Strong on Music : The New York Music Scene in the Days of George Templeton Strong. Volume II: Reverberations, 1850-1856, Chicago et Londres, The University of Chicago Press, 1995,  (ISBN 978-0-22647-011-5).
- (en) Robert Ignatius Letellier, (2010). Opéra-Comique: A Sourcebook. Newcastle upon Tyne: Cambridge Scholars.  (ISBN 978-1-44382-140-7).
- (en) Alfred Loewenberg, Annals of Opera 159-1940 (3e édition, révisée), Totowa, New Jersey, Rowman et Littlefield, 1978.  (ISBN 978-0-87471-851-5).
- Joseph-Bernard Rosier, Adolphe de Leuven, Le Songe d'une nuit d'été : opéra-comique en trois actes, livret, Bruxelles, J. A. Lelong, 1850, en ligne sur Google Livres.